# Amedeo I di Spagna
Amedeo I di Spagna (Amedeo Ferdinando Maria di Savoia; Torino, 30 maggio 1845 – Torino, 18 gennaio 1890) era figlio del primo re d'Italia Vittorio Emanuele II. Membro della Casa Savoia, fu re di Spagna dal 2 gennaio 1871 all'11 febbraio 1873 e primo duca d'Aosta, capostipite del ramo Savoia-Aosta.
Noto anche con i soprannomi di el Rey Caballero (il re cavaliere) o el Electo (l'eletto), il suo regno in Spagna, durato poco più di due anni, fu marcato da una profonda instabilità politica. I sei gabinetti che si succedettero durante questo periodo non furono capaci di risolvere la crisi creatasi, aggravata inoltre dal conflitto indipendentista a Cuba, iniziato nel 1868, oltre ad una nuova Guerra carlista, iniziata nel 1872. La sua abdicazione ed il suo rientro in Italia nel 1873 portarono alla dichiarazione della Prima Repubblica spagnola.

## Biografia

### Infanzia

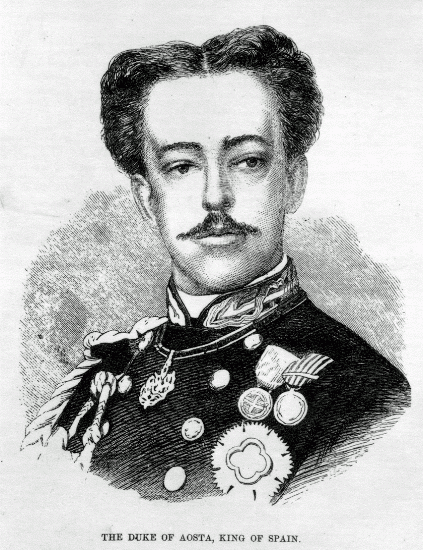
Il giovane duca d'Aosta in una stampa d'epoca

Amedeo era figlio maschio secondogenito di Vittorio Emanuele II, futuro re dell'Italia unita, e dell'arciduchessa Maria Adelaide d'Asburgo-Lorena. Suo fratello era pertanto il futuro re Umberto I d'Italia. Alla nascita ottenne il titolo di Duca d'Aosta con il quale inaugurò una dinastia che perdura sino ai nostri giorni.
Entrato nell'esercito con il grado di capitano nel 1859, prese parte alla terza guerra d'indipendenza del 1866 come maggiore-generale, guidando una brigata al Monte Croce nella battaglia di Custoza, dove venne ferito e dove si guadagnò la medaglia d'oro al valor militare.

### Primo matrimonio

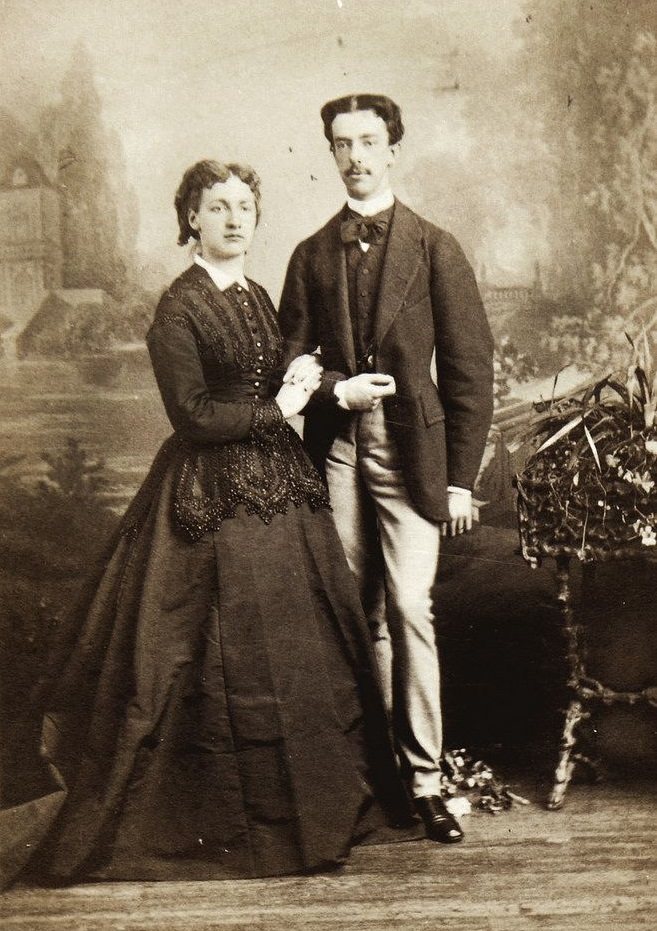
Amedeo e la moglie Maria Vittoria dal Pozzo della Cisterna

Nel 1867 suo padre cedette alle suppliche del deputato Francesco Cassins e, il 30 maggio dello stesso anno, Amedeo si sposò a Torino con la nobildonna piemontese Maria Vittoria dal Pozzo della Cisterna. Il re inizialmente si era dimostrato contrario a questa unione, dal momento che, pur essendo di rango principesco, la famiglia aveva una levatura ancora troppo bassa per aspirare di imparentarsi con i Savoia; inoltre per il proprio secondogenito Vittorio Emanuele II aveva progettato un matrimonio con qualche principessa straniera, magari tedesca, così da rafforzare i legami politici e diplomatici con altri stati, ma decise alla fine di accondiscendere a quello che era il desiderio di Amedeo di sposare la donna che amava.
Oltre ad un valore affettivo, quello che fece alla fine cedere Vittorio Emanuele II fu il ricco patrimonio che la giovane principessa portava in dote e alcuni suoi legami famigliari che, nel piccolo, potevano giovare all'Italia da poco unita: la madre di Vittoria, Louise de Merode, era infatti la sorella minore di Antoinette, moglie del principe Carlo III di Monaco.
Quello che Vittorio Emanuele II non poteva prevedere, o forse cercava di nascondere, era però che suo figlio Amedeo fosse un inguaribile amatore, al punto che nel marzo 1870 la duchessa d'Aosta si appellò per iscritto al re per esporre le sue rimostranze circa le infedeltà matrimoniali del marito, che le causavano dolore e imbarazzo in società. Il re, per tutta risposta, le scrisse che, pur comprendendo i suoi sentimenti, ella non era in posizione da poter giudicare il comportamento di suo marito e che la sua gelosia era indegna di una duchessa di casa Savoia.

### Pretese dei Savoia al trono di Spagna

Stemma alternativo con le Colonne d'Ercole di Amedeo I come re di Spagna.

Nel 1868 Vittorio Emanuele II iniziò a preoccuparsi attivamente di garantire il trono vacante nella successione spagnola a un esponente di Casa Savoia. Il disegno sarà compiuto nel 1870.
Ferdinando VII di Borbone, infatti, era morto nel 1833 senza eredi maschi e, in previsione di ciò, aveva abolito nel 1830 la legge salica a favore della figlia Isabella II, appena nata. La successione venne contestata da Carlo di Borbone, fratello del defunto monarca, e dai conservatori carlisti, sostenitori della successione secondo la tradizionale legge salica, ma, quando una rivoluzione progressista depose Isabella, i carlisti si trovarono esclusi dai giochi in quanto rappresentanti del partito decisamente più reazionario. Vi erano, tuttavia, altri possibili pretendenti al trono e fra di essi spiccava la Casa Savoia. Sin dal 1718, infatti, Vittorio Amedeo II di Savoia aveva ottenuto, a fronte della perdita della Sicilia per la Sardegna, il diritto a succedere al trono di Spagna, in caso di estinzione della locale Casa di Borbone.
Nel 1869 Vittorio Emanuele II nominò, quindi, un nuovo ambasciatore nella persona del fido generale e senatore Enrico Cialdini, che conosceva bene la Spagna, dove aveva prestato servizio da militare dal 1835 al 1848. Egli agiva, in pratica, in qualità di rappresentante personale del re, il quale aveva avocato a sé l'intero dossier delle relazioni con la Spagna.

### Re di Spagna

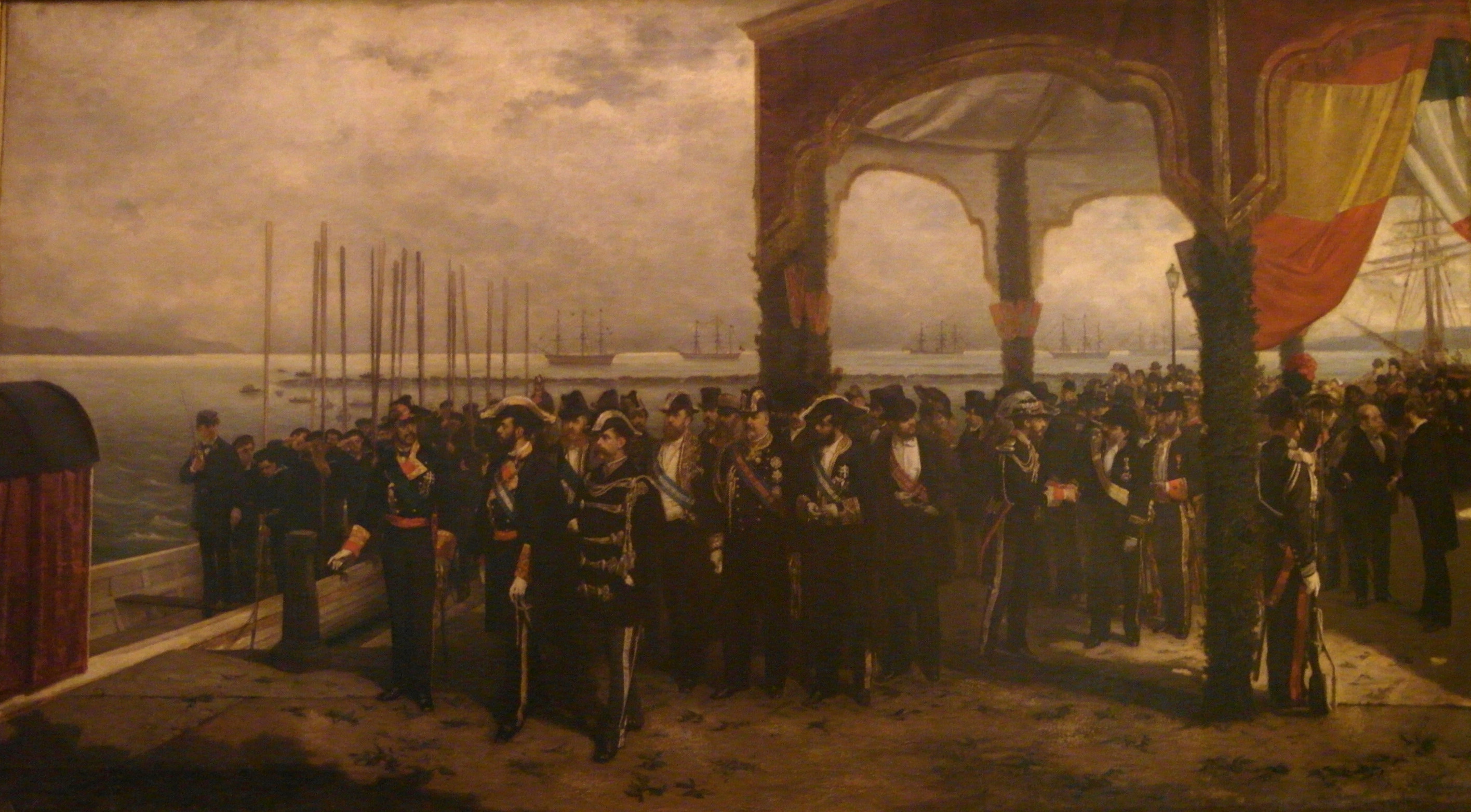
Imbarco di re Amedeo alla volta della Spagna presso il porto della Spezia. Dipinto di Luis Álvarez Catalá.

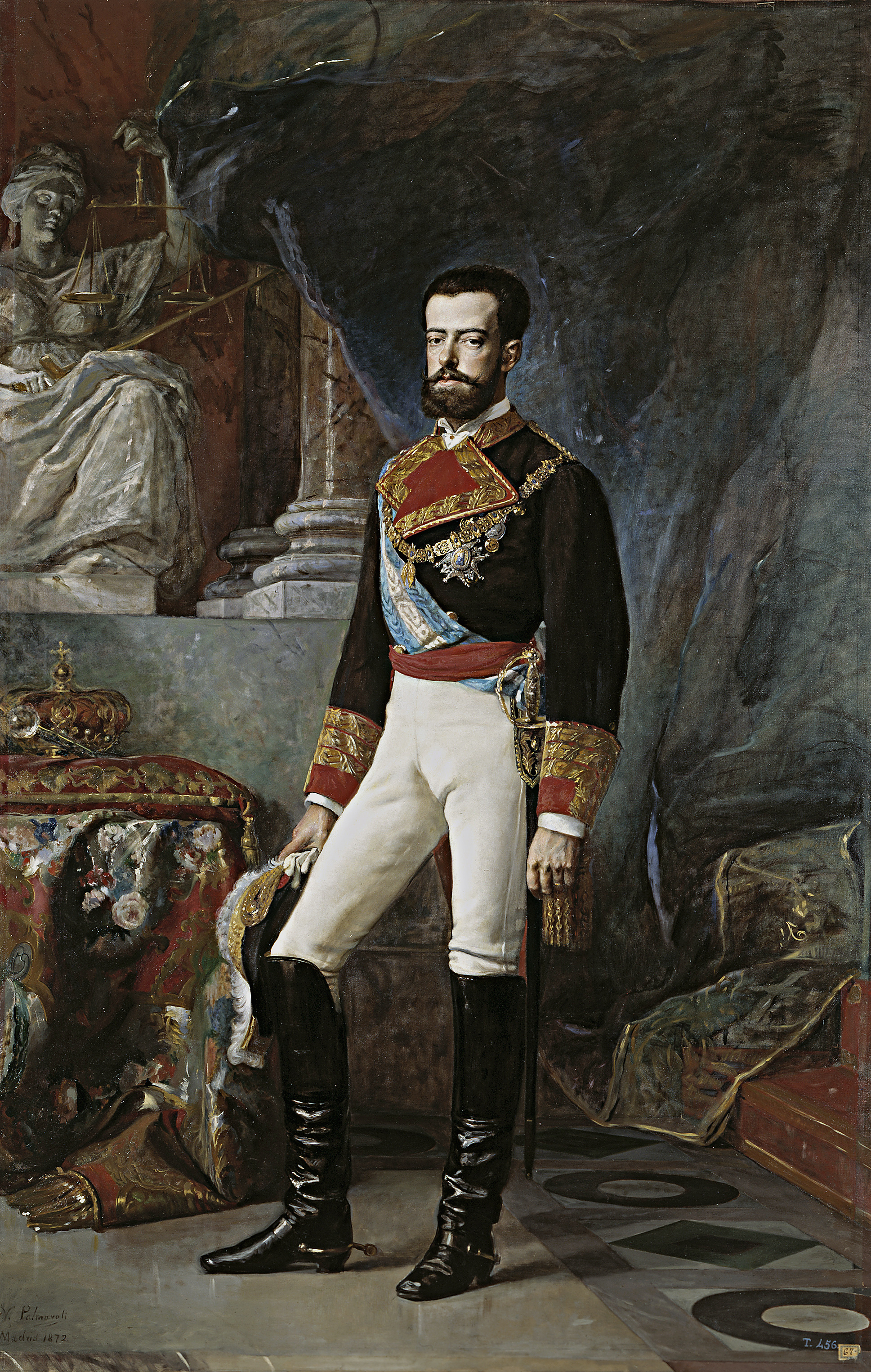
Amedeo I di Spagna ritratto da Vicente Palmaroli nel 1872, Museo del Prado, Madrid

Il tentativo ebbe successo il 16 novembre 1870, quando le Cortes decisero la restaurazione della monarchia designando Amedeo d'Aosta come nuovo Re di Spagna. Egli aveva ricevuto 191 voti a favore, contro 60 a favore della Repubblica Federale, 41 a favore di altri candidati o repubbliche e 19 schede bianche. Immediatamente una delegazione parlamentare si recò a Firenze per informare il nuovo sovrano, che accettò ufficialmente il 4 dicembre. Sbarcato a Cartagena il 30 dicembre 1870, Amedeo entrò in Madrid il 2 gennaio 1871, per giurare, lo stesso giorno, sulla costituzione.
In Spagna i Savoia godevano di un notevole prestigio, loro derivato dalla brillante soluzione nazionale e costituzionale italiana, ma soffrivano di una profonda ostilità da parte dei partigiani del carlismo, per via del ruolo svolto dai Savoia nella deposizione del Papa-Re, nonché da parte dei partigiani della casa di Borbone, a causa dell'annessione del Regno delle Due Sicilie sottratto ai Borbone di Napoli. Amedeo, inoltre, non fu in grado di recuperare posizioni presso la chiesa spagnola e l'aristocrazia locale, né fu capace di conquistare una sufficiente padronanza della lingua spagnola, tutti tratti che contribuirono a complicare ulteriormente la situazione del già tragico inizio di una rivolta indipendentista a Cuba.

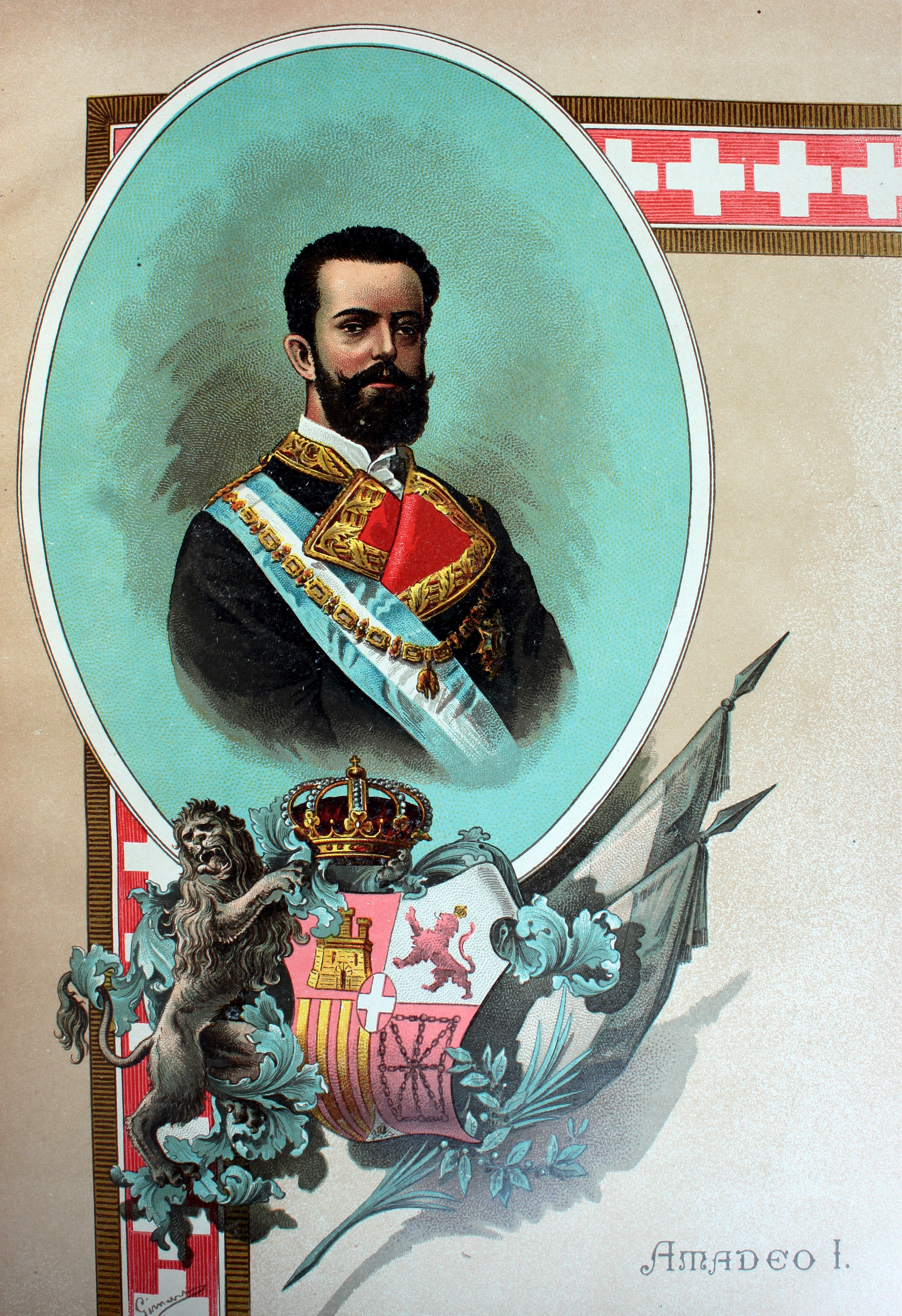
Amedeo I di Spagna in un ritratto celebrativo a disegno dell'epoca

L'arrivo di Amedeo in Spagna, anzi, contribuì a riunire tutta l'opposizione anti-liberale (dai repubblicani ai carlisti).
Amedeo basava, infatti, il proprio potere sul supporto del Partito Progressista, che dominava le Cortes con ripetuti brogli elettorali. La situazione era tutt'altro che stabile e, nei due anni di regno, Amedeo ebbe sei diversi governi: l'elezione del nuovo re coincise, d'altra parte, con l'assassinio del generale Juan Prim, suo maggiore sostenitore, il 27 dicembre mentre Amedeo navigava verso Cartagena.
Quando i Progressisti si divisero fra monarchici e costituzionalisti, l'instabilità divenne ancor maggiore, sino a sfociare, nel 1872, in violenti scontri. Il 19 luglio del 1872 Amedeo subì un tentativo di assassinio al quale fortunatamente riuscì a scampare illeso. Contestualmente la Catalogna ed il Paese Basco venivano sconvolti da una rivolta carlista, seguita da ripetute azioni repubblicane un po' in tutto il paese. Il corpo dell'artiglieria, infine, scese in un inedito sciopero.
Fu così che, dopo appena due anni, Amedeo proclamò che, senza il supporto popolare, gli era impossibile regnare. L'11 febbraio 1873 firmò l'atto di abdicazione.
Poco dopo pronunciò alle Cortes il discorso di rinuncia al trono, definendo ingovernabili gli Spagnoli, e alle dieci di sera della stessa giornata in Spagna venne proclamata la repubblica.
La prima Repubblica spagnola durò meno di due anni, cessando nel 29 dicembre 1874, quando Alfonso XII, figlio di Isabella II, venne proclamato re sotto la reggenza di Antonio Cánovas del Castillo, primo ministro spagnolo parecchie volte dal 1875 al 1897, data del suo assassinio.

### Rientro in Italia

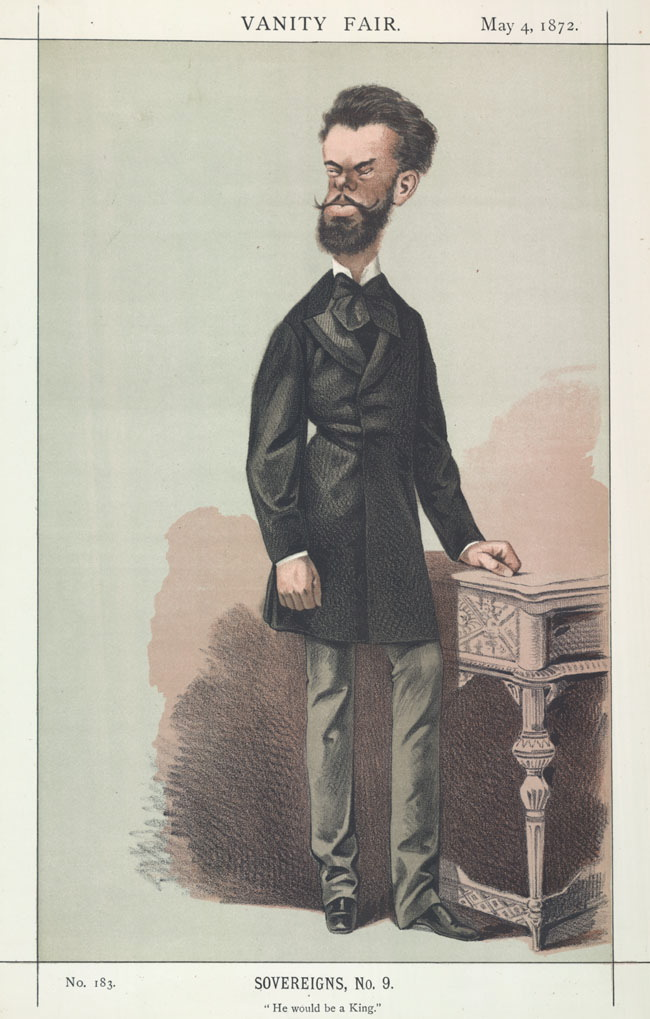
Amedeo I in una caricatura del Vanity Fair del 1872

Completamente disgustato, Amedeo tornò a Torino dove assunse il titolo di duca d'Aosta, senza però ricoprire alcun ruolo politico, anche in seguito all'aggravarsi delle condizioni di salute della moglie Maria Vittoria (deceduta l'8 novembre 1876 per tubercolosi).
Negli anni successivi il duca ricoprì incarichi di rappresentanza sotto il regno del fratello, divenuto nel 1878 re d'Italia con il nome di Umberto I.

### Secondo matrimonio

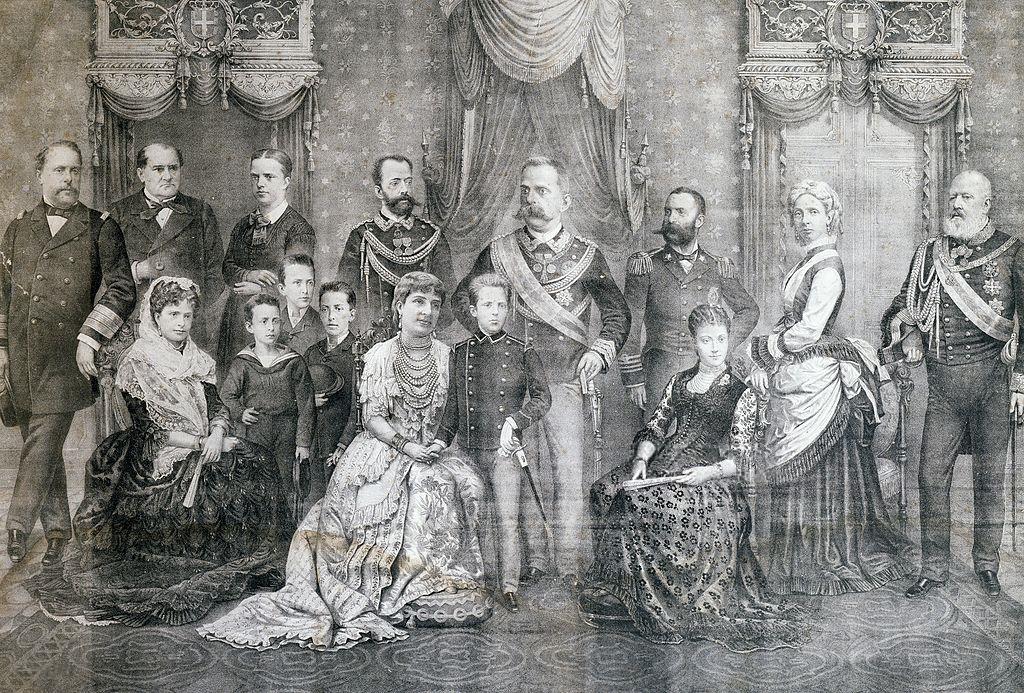
La famiglia di Umberto I di Savoia. Da notare, sulla sinistra, Amedeo e la sua seconda consorte Maria Letizia Bonaparte

Dopo dodici anni di vedovanza, l'11 settembre 1888 sposò a Torino la giovane nipote Maria Letizia Bonaparte, figlia della sorella Maria Clotilde, da cui ebbe un unico figlio Umberto, conte di Salemi.

### Morte

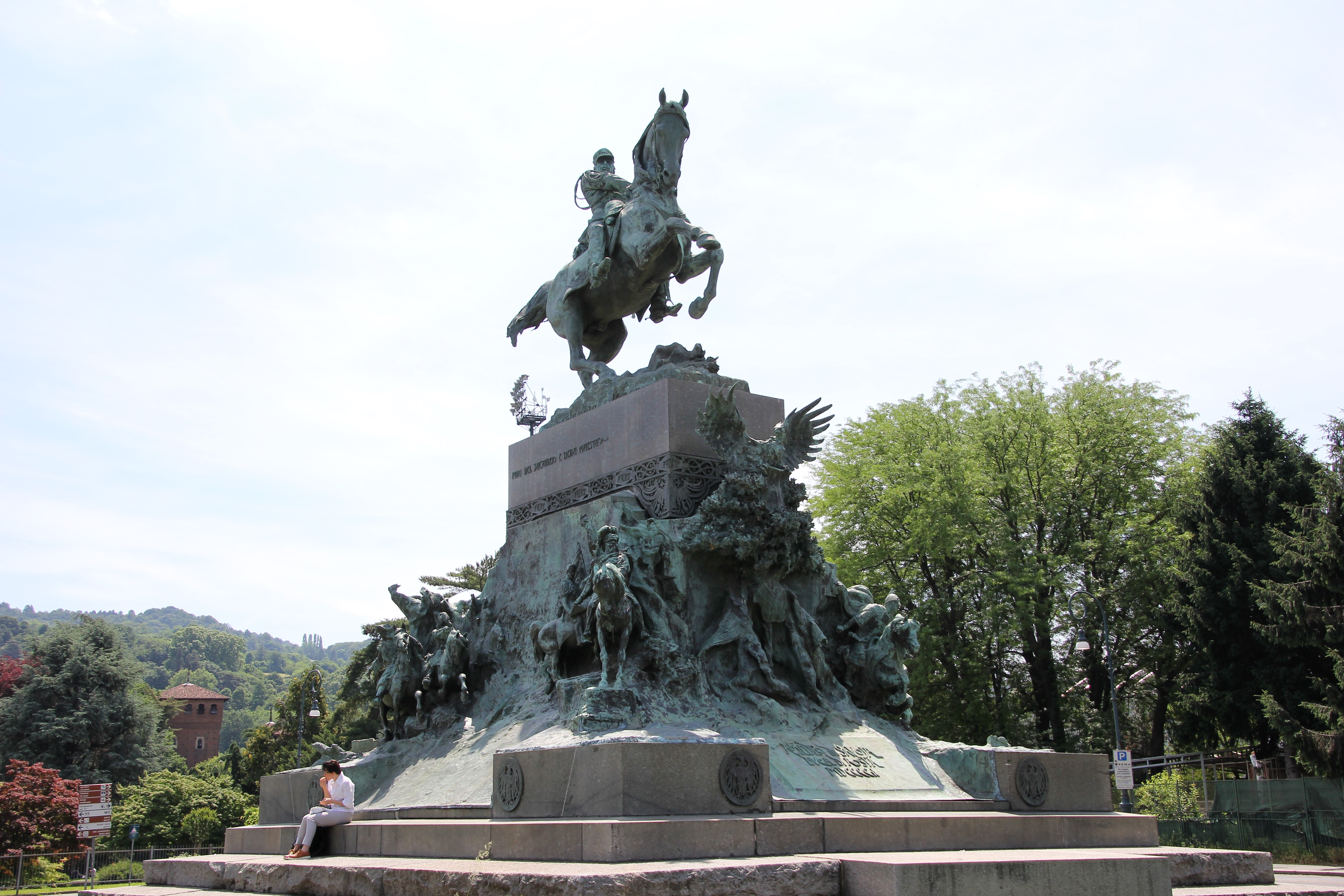
Monumento ad Amedeo di Savoia a Torino

Due anni dopo, appena quarantacinquenne, morì lo stesso Amedeo I, a causa di una polmonite durante la pandemia di influenza russa. Il suo corpo riposa nella cripta reale della basilica di Superga, sulle alture appena fuori Torino.
Massone, raggiunse il 33º e ultimo grado del Rito scozzese antico e accettato

## Omaggi
- Amedeo diede il proprio nome al Lago Amadeus in Australia centrale.

- Fra gli istituti scolastici intitolati a suo nome, dall'anno della sua morte si segnala il Liceo classico statale Amedeo di Savoia di Tivoli che però ha abbandonato la vecchia intitolazione ad "Amedeo di Savoia", confluendo, insieme al Liceo Artistico di Tivoli, nell'Istituto d'Istruzione Superiore "Via Tiburto 44". Dal 24 gennaio 2021 è stato rinominato “Publio Elio Adriano”.

- Le città di Torino e di Milano gli hanno dedicato una via centrale; a Torino è a lui intitolato anche un ospedale specializzato in malattie infettive.[9]
- Il compositore Giacomo Puccini, suo amico, alla sua morte compose "in una notte" l'elegia per quartetto d'archi denominata Crisantemi.

## Discendenza
Dal primo matrimonio con la principessa Maria Vittoria dal Pozzo della Cisterna, erede di un antico casato piemontese, nacquero tre maschi:
- Emanuele Filiberto di Savoia-Aosta, secondo duca d'Aosta (1869-1931);
- Vittorio Emanuele di Savoia-Aosta, conte di Torino (1870-1946);
- Luigi Amedeo di Savoia-Aosta, duca degli Abruzzi (1873-1933).

Dalla seconda unione con sua nipote Maria Letizia Bonaparte, figlia di sua sorella Maria Clotilde di Savoia e del principe Napoleone Giuseppe Carlo Paolo Bonaparte, nacque un altro figlio maschio:
- Umberto di Savoia-Aosta, conte di Salemi (1889-1918).

## Ascendenza
|                                      |                              |                                           | Genitori                               |  |  | Nonni |  |  | Bisnonni                           |  |  | Trisnonni                              |  |
|                                      |                              |                                           |                                        |  |  |       |  |  | Carlo Emanuele di Savoia-Carignano |  |  | Vittorio Amedeo II di Savoia-Carignano |  |
|                                      |                              |                                           |                                        |  |  |       |  |  | Carlo Emanuele di Savoia-Carignano |  |  | Vittorio Amedeo II di Savoia-Carignano |  |
|                                      |                              | Giuseppina Teresa di Lorena-Armagnac      |                                        |  |  |       |  |  | Carlo Emanuele di Savoia-Carignano |  |  |                                        |  |
| Carlo Alberto di Savoia              |                              |                                           |                                        |  |  |       |  |  | Carlo Emanuele di Savoia-Carignano |  |  |                                        |  |
|                                      |                              | Maria Cristina di Sassonia-Curlandia      | Carlo di Sassonia                      |  |  |       |  |  |                                    |  |  |                                        |  |
|                                      |                              | Maria Cristina di Sassonia-Curlandia      | Carlo di Sassonia                      |  |  |       |  |  |                                    |  |  |                                        |  |
|                                      |                              | Maria Cristina di Sassonia-Curlandia      | Francesca Korwin-Krasińska             |  |  |       |  |  |                                    |  |  |                                        |  |
| Vittorio Emanuele II di Savoia       |                              | Maria Cristina di Sassonia-Curlandia      |                                        |  |  |       |  |  |                                    |  |  |                                        |  |
|                                      |                              | Ferdinando III di Toscana                 | Leopoldo II d'Asburgo-Lorena           |  |  |       |  |  |                                    |  |  |                                        |  |
|                                      |                              | Ferdinando III di Toscana                 | Leopoldo II d'Asburgo-Lorena           |  |  |       |  |  |                                    |  |  |                                        |  |
|                                      |                              | Ferdinando III di Toscana                 | Maria Ludovica di Borbone-Napoli       |  |  |       |  |  |                                    |  |  |                                        |  |
| Maria Teresa d'Asburgo-Toscana       |                              | Ferdinando III di Toscana                 |                                        |  |  |       |  |  |                                    |  |  |                                        |  |
|                                      |                              | Luisa Maria Amalia di Borbone-Due Sicilie | Ferdinando I di Borbone                |  |  |       |  |  |                                    |  |  |                                        |  |
|                                      |                              | Luisa Maria Amalia di Borbone-Due Sicilie | Ferdinando I di Borbone                |  |  |       |  |  |                                    |  |  |                                        |  |
|                                      |                              | Luisa Maria Amalia di Borbone-Due Sicilie | Maria Carolina d'Asburgo-Lorena        |  |  |       |  |  |                                    |  |  |                                        |  |
| Amedeo I di Spagna                   |                              | Luisa Maria Amalia di Borbone-Due Sicilie |                                        |  |  |       |  |  |                                    |  |  |                                        |  |
|                                      | Leopoldo II d'Asburgo-Lorena | Francesco I di Lorena                     |                                        |  |  |       |  |  |                                    |  |  |                                        |  |
|                                      | Leopoldo II d'Asburgo-Lorena | Francesco I di Lorena                     |                                        |  |  |       |  |  |                                    |  |  |                                        |  |
|                                      | Leopoldo II d'Asburgo-Lorena | Maria Teresa d'Asburgo                    |                                        |  |  |       |  |  |                                    |  |  |                                        |  |
| Ranieri Giuseppe d'Asburgo-Lorena    | Leopoldo II d'Asburgo-Lorena |                                           |                                        |  |  |       |  |  |                                    |  |  |                                        |  |
|                                      |                              | Maria Ludovica di Borbone-Napoli          | Carlo III di Spagna                    |  |  |       |  |  |                                    |  |  |                                        |  |
|                                      |                              | Maria Ludovica di Borbone-Napoli          | Carlo III di Spagna                    |  |  |       |  |  |                                    |  |  |                                        |  |
|                                      |                              | Maria Ludovica di Borbone-Napoli          | Maria Amalia di Sassonia               |  |  |       |  |  |                                    |  |  |                                        |  |
| Maria Adelaide d'Asburgo-Lorena      |                              | Maria Ludovica di Borbone-Napoli          |                                        |  |  |       |  |  |                                    |  |  |                                        |  |
|                                      |                              | Carlo Emanuele di Savoia-Carignano        | Vittorio Amedeo II di Savoia-Carignano |  |  |       |  |  |                                    |  |  |                                        |  |
|                                      |                              | Carlo Emanuele di Savoia-Carignano        | Vittorio Amedeo II di Savoia-Carignano |  |  |       |  |  |                                    |  |  |                                        |  |
|                                      |                              | Carlo Emanuele di Savoia-Carignano        | Giuseppina Teresa di Lorena-Armagnac   |  |  |       |  |  |                                    |  |  |                                        |  |
| Maria Elisabetta di Savoia-Carignano |                              | Carlo Emanuele di Savoia-Carignano        |                                        |  |  |       |  |  |                                    |  |  |                                        |  |
|                                      |                              | Maria Cristina di Sassonia-Curlandia      | Carlo di Sassonia                      |  |  |       |  |  |                                    |  |  |                                        |  |
|                                      |                              | Maria Cristina di Sassonia-Curlandia      | Carlo di Sassonia                      |  |  |       |  |  |                                    |  |  |                                        |  |
|                                      |                              | Maria Cristina di Sassonia-Curlandia      | Francesca Korwin-Krasińska             |  |  |       |  |  |                                    |  |  |                                        |  |
|                                      |                              | Maria Cristina di Sassonia-Curlandia      |                                        |  |  |       |  |  |                                    |  |  |                                        |  |

### Ascendenza patrilineare
1. Umberto I, conte di Savoia, circa 980-1047
2. Oddone, conte di Savoia, 1023-1057
3. Amedeo II, conte di Savoia, 1046-1080
4. Umberto II, conte di Savoia, 1065-1103
5. Amedeo III, conte di Savoia, 1087-1148
6. Umberto III, conte di Savoia, 1136-1189
7. Tommaso I, conte di Savoia, 1177-1233
8. Tommaso II, conte di Savoia, 1199-1259
9. Amedeo V, conte di Savoia, 1249-1323
10. Aimone, conte di Savoia, 1291-1343
11. Amedeo VI, conte di Savoia, 1334-1383
12. Amedeo VII, conte di Savoia, 1360-1391
13. Amedeo VIII (Antipapa Felice V), I duca di Savoia, principe di Piemonte, 1383-1451
14. Ludovico, II duca di Savoia, principe di Piemonte, 1413-1465
15. Filippo II, III duca di Savoia, principe di Piemonte, 1443-1497
16. Carlo II, IV duca di Savoia, principe di Piemonte, 1486-1553
17. Emanuele Filiberto, V duca di Savoia, principe di Piemonte, 1528-1580
18. Carlo Emanuele I, VI duca di Savoia, principe di Piemonte, 1562-1630
19. Tommaso Francesco, principe di Carignano, 1596-1656
20. Emanuele Filiberto, principe di Carignano, 1628-1709
21. Vittorio Amedeo I, principe di Carignano, 1690-1741
22. Luigi Vittorio, principe di Carignano, 1721-1778
23. Vittorio Amedeo II, principe di Carignano, 1743-1780
24. Carlo Emanuele, principe di Carignano, 1770-1800
25. Carlo Alberto, re di Sardegna, 1798-1849
26. Vittorio Emanuele II, re d'Italia, 1820-1878
27. Amedeo I, re di Spagna e I duca d'Aosta, 1845-1890

### Onorificenze italiane

Stemma concessogli come Duca d'Aosta diciotto giorni prima di morire. A lui fu dato il privilegio di usare lo scudo pieno di Savoia